# さいたま市立博物館
さいたま市立博物館（さいたましりつはくぶつかん）は、埼玉県さいたま市大宮区にある博物館。

## 概要
氷川参道二の鳥居近くに位置する。
地下1階は常設展示室になっており、さいたま市域における歴史・民俗に関する展示がされている。1階には特別展・企画展が行われる時のみ使用される特別展示室や講座室、ラウンジがある。

## 沿革
- 1975年（昭和50年） - 大宮市の市制施行35周年記念事業として、大宮市立郷土史料博物館の設置が計画される。
- 1978年（昭和53年）3月 - 博物館費・館舎建設予算を計上し、市議会が可決。
- 1979年（昭和54年）5月 - 博物館準備室を設置する。
- 1980年（昭和55年）11月1日 - 大宮市立博物館として開館。
- 1982年（昭和57年）11月19日 - 博物館法第10条による登録博物館となる。
- 2001年（平成13年）5月1日 - 浦和市・大宮市・与野市が合併し、さいたま市成立。現名称に改称される。
- 2005年（平成17年）4月1日 - さいたま市が岩槻市を編入して岩槻区としたことに伴い、岩槻市立郷土資料館をさいたま市立岩槻郷土資料館に改称して分館とする。
- 2011年（平成23年）4月1日 - 浦和くらしの博物館民家園の分館だった鴻沼資料館と旧高野家離座敷を、さいたま市立博物館の分館として移管する。なお、両館の管理は引き続き浦和くらしの博物館民家園が行っている。

## 文化財

### 埼玉県指定文化財
- 有形文化財

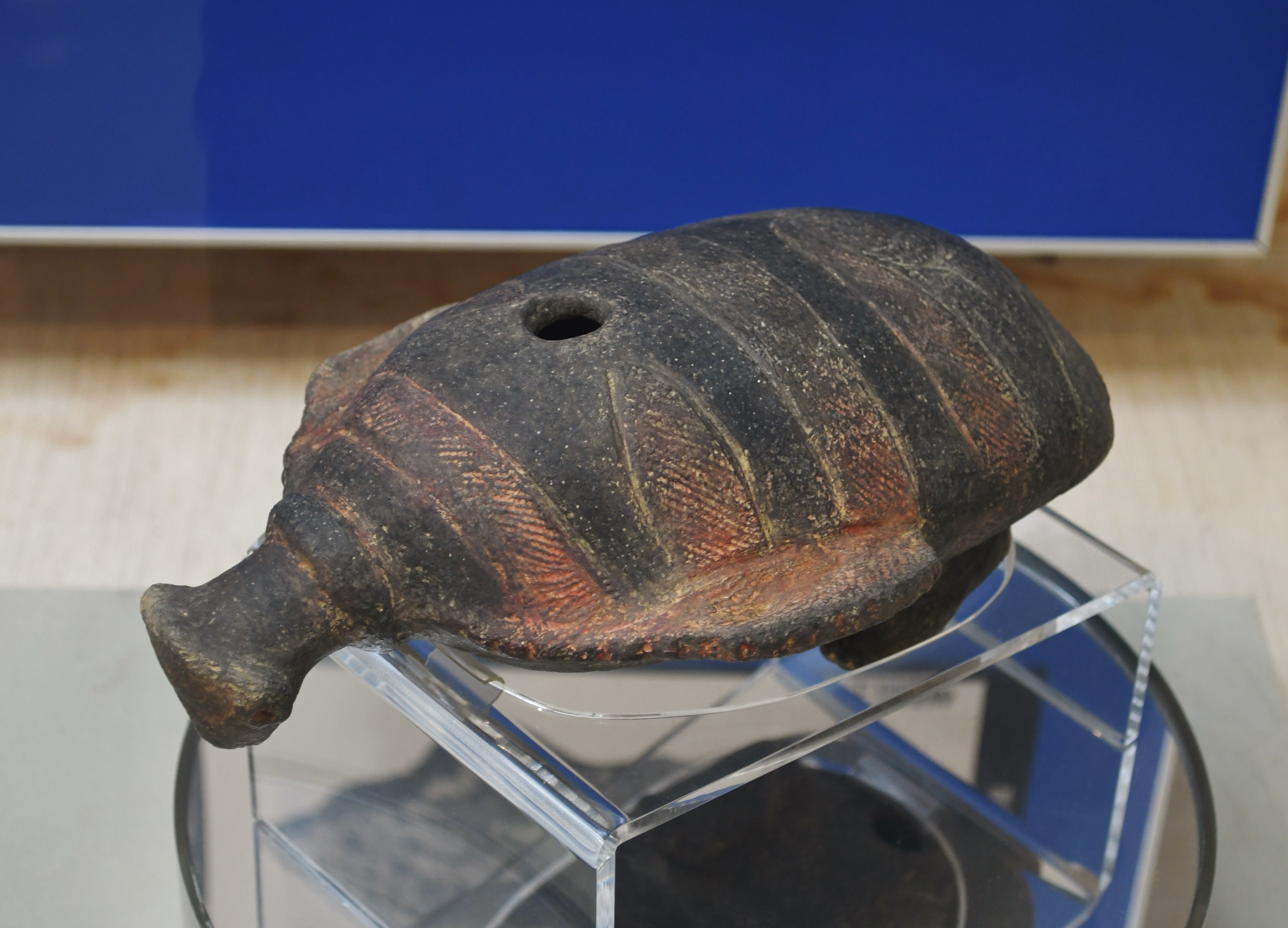
東北原遺跡出土 亀形土製品（複製）

  - 木造地蔵菩薩坐像（彫刻） - 所有者は地蔵堂。さいたま市立博物館寄託。1975年（昭和50年）3月31日指定。
  - 亀形土製品及び伴出遺物 東北原遺跡第二号住居跡出土（考古資料） - 1987年（昭和62年）3月24日指定。
  - 灰釉蔵骨器 八王子出土（付 須恵器蓋）（考古資料） - 1988年（昭和63年）2月26日指定。
- 有形民俗文化財
  - 中本家神楽師用具 294点 - 1999年（平成11年）3月19日指定。

### その他

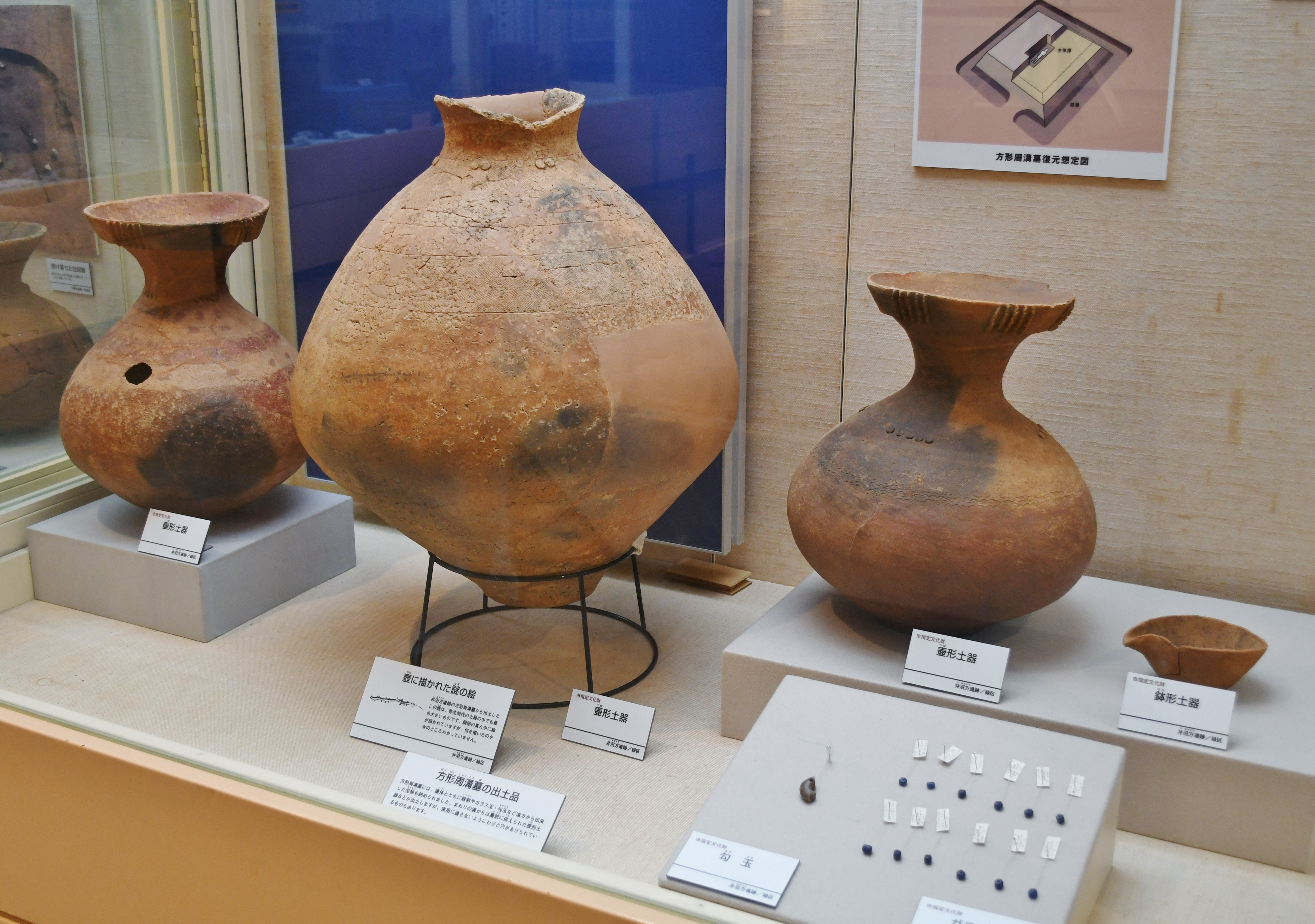
井沼方遺跡 出土品
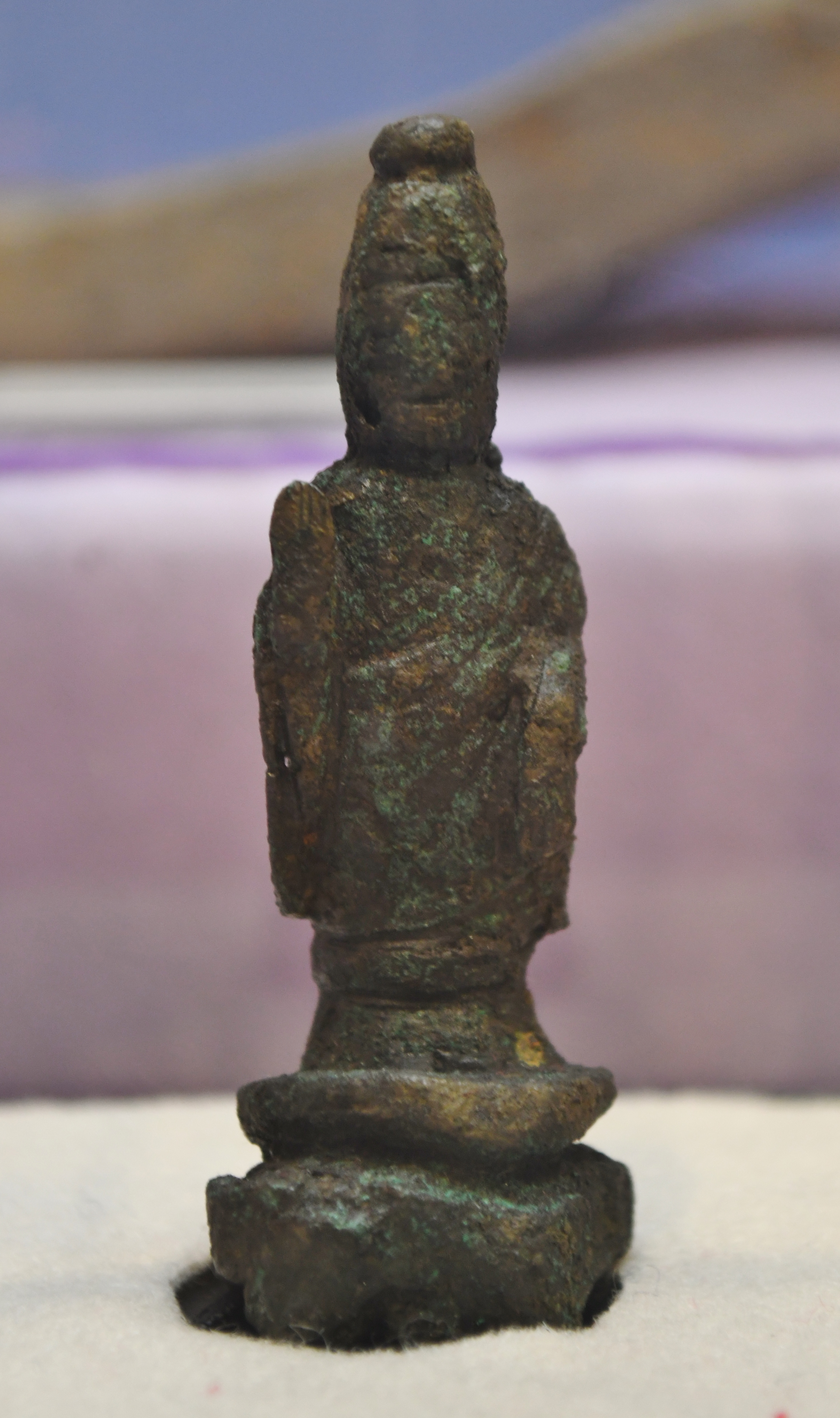
氷川神社東遺跡出土 金銅仏
氷川神社東遺跡出土 口琴（複製）
氷川神社東遺跡出土 浄瓶

## 分館
- さいたま市立岩槻郷土資料館（岩槻区）
- 鴻沼資料館（桜区）

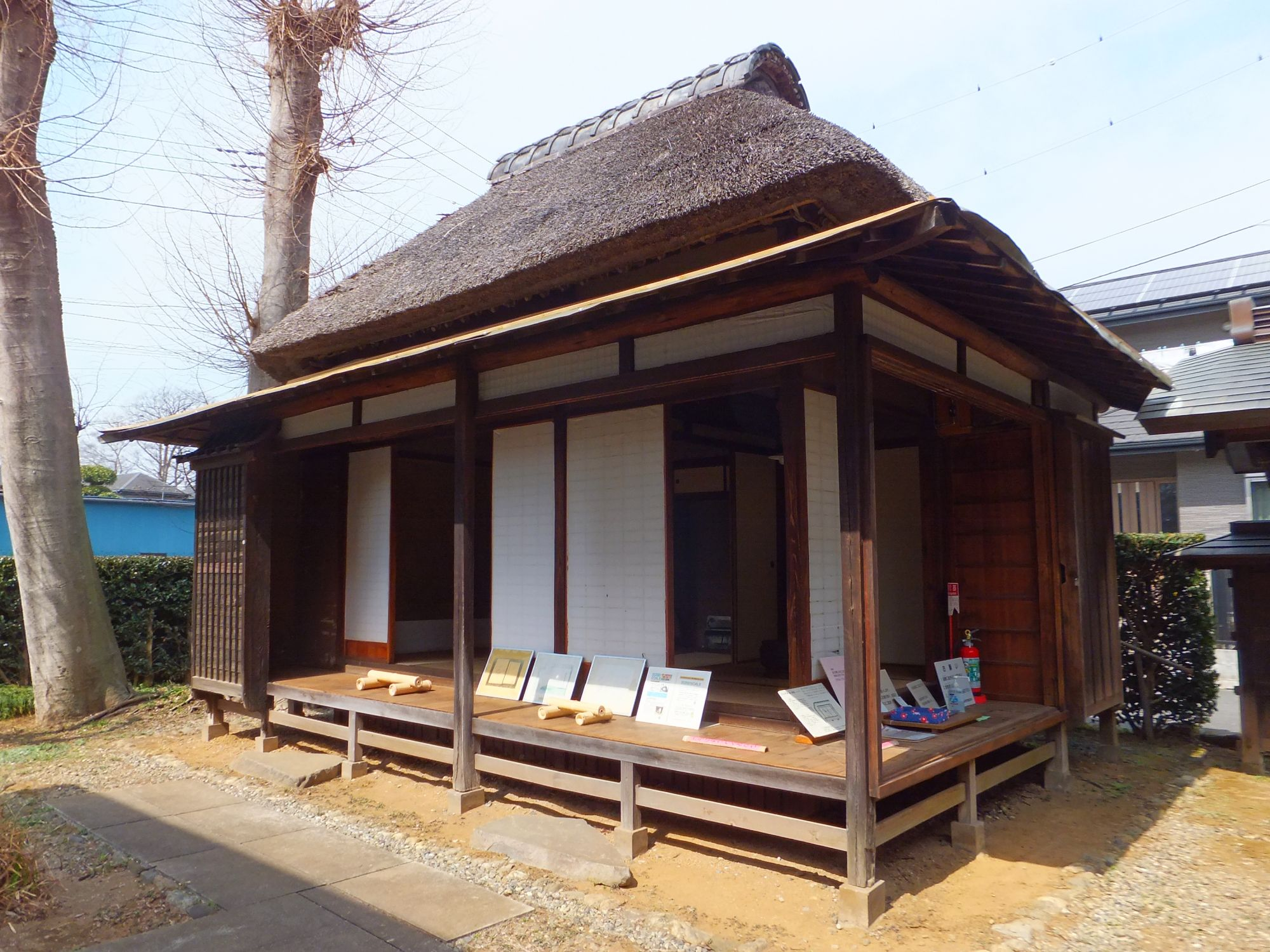
旧高野家離座敷

  - 1992年に地元の土地改良区連合が設置、1995年に浦和市に寄贈されて浦和市立郷土博物館の分館となった。2001年のさいたま市誕生後浦和くらしの博物館民家園の分館となり、2011年にさいたま市立博物館の分館となった。地域住民から寄贈された農機具類などを展示している。
- 旧高野家離座敷（緑区）
  - 江戸時代末期の蘭方医であった高野隆仙宅の離れだった建物。恩師である高野長英が逃亡した際、隆仙は長英をこの離座敷にかくまった。1981年に浦和市の有形文化財に指定。1998年に浦和市に寄贈され、2001年に浦和くらしの博物館民家園の分館として公開された。2011年にさいたま市立博物館の分館となった。
- さいたま市与野郷土資料館（中央区）
  - 1991年に旧与野郵便局の局舎跡に開館した「さいたま市与野文化財資料室」（2019年10月31日に閉館）を、与野本町小学校内に整備された複合施設「いーよの」内へ移転させて、2020年6月1日（当初は4月1日に開館予定）に開館。

## アクセス
- JR大宮駅から徒歩14分。